# Telephone and Data Systems
Telephone and Data Systems, Inc. (NYSE: TDS) er en amerikansk telekommunikationsvirksomhed, der er baseret i Chicago. De udbyder produkter og services indenfor kabel- og trådløst bredbånd, TV, iptelefoni og mobiltelefoni. De har ca. 6 mio. kunder i USA igennem datterselskaber som TDS Telecom, U.S. Cellular (NYSE: USM) og OneNeck IT Solutions.
Virksomheden blev etableret som et teleselskab i Wisconsin i 1969. I 1983 etablerede de U.S. Cellular som et datterselskab.